# Wahlkreis Renfrewshire North and West
| Renfrewshire North and West                 |
| ------------------------------------------- |
| Renfrewshire North and West · West Scotland |
| Gebildet                                    |
| 2011                                        |
| Abgeordneter                                |
| Natalie Don (SNP)                           |
| Regionen                                    |
| Inverclyde Renfrewshire                     |

Renfrewshire North and West ist ein Wahlkreis für das Schottische Parlament. Er wurde im Zuge der Neuordnung der Wahlkreise im Jahre 2011 als einer von zehn Wahlkreisen der Wahlregion West Scotland eingeführt, die aus der Wahlregion West of Scotland hervorgegangen ist. Der Wahlkreis Renfrewshire North and West umfasst Teile von Inverclyde und Renfrewshire inklusive der Stadtgebiete von Renfrew, Erskine und Kilmacolm und ersetzt teilweise den Wahlkreis West Renfrewshire. Der Wahlkreis entsendet einen Abgeordneten.
Der Wahlkreis erstreckt sich über eine Fläche von 183,8 km2. Im Jahre 2020 lebten 66.647 Personen innerhalb seiner Grenzen.

## Wahlergebnisse

### Parlamentswahl 2011
| Ergebnisse der Parlamentswahl 2011 | Ergebnisse der Parlamentswahl 2011 | Ergebnisse der Parlamentswahl 2011 | Ergebnisse der Parlamentswahl 2011 |
| ---------------------------------- | ---------------------------------- | ---------------------------------- | ---------------------------------- |
| Partei                             | Kandidat                           | Stimmen                            | %                                  |
| SNP                                | Derek Mackay                       | 11.510                             | 41,9                               |
| Labour                             | Stuart Clark                       | 9946                               | 36,2                               |
| Conservative                       | Annabel Goldie                     | 5489                               | 20,0                               |
| Liberal Democrats                  | Andrew Page                        | 550                                | 2,0                                |
| Wahlbeteiligung: 27.495 (56,04 %)  |                                    |                                    |                                    |

### Parlamentswahl 2016
| Ergebnisse der Parlamentswahl 2016 | Ergebnisse der Parlamentswahl 2016 | Ergebnisse der Parlamentswahl 2016 | Ergebnisse der Parlamentswahl 2016 | Ergebnisse der Parlamentswahl 2016 |
| Partei                             | Kandidat                           | Stimmen                            | %                                  | ±                                  |
| ---------------------------------- | ---------------------------------- | ---------------------------------- | ---------------------------------- | ---------------------------------- |
| SNP                                | Derek Mackay                       | 14.718                             | 47,8                               | +5,9                               |
| Conservative                       | David Wilson                       | 7.345                              | 23,8                               | +3,9                               |
| Labour                             | Mary Fee                           | 7.244                              | 23,5                               | −12,7                              |
| Liberal Democrats                  | Rod Ackland                        | 888                                | 2,9                                | +0,9                               |
| TUSC                               | Jim Halfpenny                      | 414                                | 1,3                                | +1,3                               |
| Parteilos                          | Peter Morton                       | 198                                | 0,6                                | +0,6                               |
| Wahlbeteiligung: 30.807 (60,9 %)   |                                    |                                    |                                    |                                    |

### Parlamentswahl 2021
| Ergebnisse der Parlamentswahl 2021 | Ergebnisse der Parlamentswahl 2021 | Ergebnisse der Parlamentswahl 2021 | Ergebnisse der Parlamentswahl 2021 | Ergebnisse der Parlamentswahl 2021 |
| Partei                             | Kandidat                           | Stimmen                            | %                                  | ±                                  |
| ---------------------------------- | ---------------------------------- | ---------------------------------- | ---------------------------------- | ---------------------------------- |
| SNP                                | Natalie Don                        | 17.704                             | 46,3                               | −1,5                               |
| Labour                             | Johanna Baxter                     | 10.397                             | 27,2                               | +3,7                               |
| Conservative                       | Julie Pirone                       | 8.734                              | 22,8                               | −1,0                               |
| Liberal Democrats                  | Ross Stalker                       | 993                                | 2,6                                | −0,3                               |
| Family                             | Marty Bell                         | 410                                | 1,1                                | +1,1                               |
| Wahlbeteiligung: 68 %              |                                    |                                    |                                    |                                    |